# سانتیاگو دل ترمس
سانتیاگو دل ترمس (به اسپانیایی: Santiago de Tormes) دهستانی در استان آبیلای اسپانیا است.
در این دهستان ۱۶۵ نفر زندگی می‌کنند. مساحت این دهستان ۶۸٬۴۵ کیلومتر مربع است.